# Michalovice (Mladá Boleslav)
Michalovice jsou část města Mladá Boleslav v okrese Mladá Boleslav. Nachází se na severozápadě Mladé Boleslavi za řekou Jizerou. Na ostrohu na Jizerou se nachází hrad Michalovice. Michalovice leží v katastrálním území Podlázky o výměře 3,9 km².

## Historie
První písemná zmínka o vesnici pochází z roku 1281.

## Pamětihodnosti
- Hrad Michalovice
- Gotický kostel svatého Michaela archanděla